# Sten (drengenavn)
 For alternative betydninger, se Sten (flertydig). (Se også artikler, som begynder med Sten)
Sten er et fornavn og drengenavn af norrøn oprindelse. Mulige betydninger kan være bare sten eller hårdfør, usårlig. Den norske form er Stein og den danske er Steen. I 2019 var der ifølge Danmarks Statistik 1.999 personer i Danmark med navnet.

## Kendte personer med navnet
- Sten Hasager
- Michael Sten Jensen
- Sten Ziegler
- Sten Hegeler
- Sten Carlsson
- Sten Broman